# Avenue Bollée
Pour les articles homonymes, voir Bollée.
L'avenue Bollée est une des principales artères routières de la ville du Mans. C'est l'une des plus longues de la ville et permet un accès direct au centre en venant de l'est.

## Situation et accès
Elle permet de rejoindre la route de Paris et fut d'ailleurs longtemps dénommée comme telle. Jusqu'en 1736, l'ancienne route de Paris passe devant l'hôtel de Tessé, soit l'actuel quartier des Maillets. Au début du XVIIIe siècle, l’avenue Bollée se nomme chemin d'Yvré et n'est qu'une petite concentration de maisons qui s'étend jusqu'à l'actuelle rue Chanzy (caserne Mangin). Ce n'est qu'en 1780 que le chemin devient route royale de Paris. Au XIXe siècle, les populations aisées s'installent sur ce nouvel axe. Les larges trottoirs sont réalisés en 1830. On plante ensuite de grands arbres. Elle devient alors la plus belle avenue du Mans, lieu de promenade pour les habitants des Jacobins. À l'époque, l'avenue s'achève par l'ancien couvent des Carmélites, détruit pour faire place à l'opération Claircigny. Ce qui fit la gloire de cette avenue, ce furent les hôtels particuliers dont celui de la famille Bollée qui est à l'origine de la nouvelle appellation de l'avenue rebaptisée au début du XXe siècle. Depuis, ces hôtels ont pris ombrage de l'aménagement moderne. Les trottoirs ont largement rétréci et le trafic de l'avenue est reconnu comme relativement lourd. De plus, les immeubles reconstruits, majoritairement bâtis dans les années 1960, n'ont guère ménagé les anciens hôtels dont certains ont été démolis. L'avenue Bollée reçut en 1987 une opération de logements sociaux au débouché de la rue de la Mariette.

## Origine du nom
Elle porte le nom des constructeurs d'automobiles, la famille Bollée, dont le plus connus sont Amédée Bollée (1844-1917) et Amédée Bollée fils (1867-1926).

## Historique

### Origine
L'axe reliant le bourg dit d'Anguy (actuelle percée centrale) à Yvré l'évêque existe depuis longtemps. Il était notamment emprunté par les évêques de la ville qui possédaient leurs châteaux à Yvré. Dit chemin d'Yvré, il est réputé poussiéreux l'été ou boueux l'hiver, peu praticable en somme. Jusqu'au XVIIIe siècle, il permet surtout d'accéder aux verdoyantes terres des alentours du Mans : vignes de Sainte-Croix, de Gazonfier et de Bellevue, sans oublier plusieurs prairies et champs en labour. Dès 1750, les bourgeois manceaux colonisent l'avenue. Jusqu'à la révolution, elle n'est peuplée que de grandes maisons et de villégiatures. En 1770, le chemin est devenu route royale de Paris et se trouve bordée de petits jardins entourés de murs de pierre. Cela offre une entrée dans la ville des plus bourgeoises, loin des faubourgs du nord (Saint-Pavin, Saint-Georges et Le Pré) relativement ruraux. Des demeures somptueuses sont déjà construites, notamment l'hôtel de Beauchamps, futur hôtel Pinceloup de la Moustière, construit par un riche tisserand. La demeure Maupertuis, également remarquable, fut celle d'un négociant de cire après avoir été bâtie au XVIIe siècle par le chanoine Le Vayer au centre d'un domaine de sept hectares. À l'est de l'avenue Bollée, on trouve les plus belles demeures dont Claircigny, Versé et surtout Monthéard, ancien grand séminaire de la ville. Dès cette époque, on tente d'améliorer la voirie périphérique de la ville. L'ingénieur des ponts et chaussées, le fameux Bruyère s'en charge. Le carrefour d'Anguy, desservant actuellement la percée centrale et la rue Chanzy dans le quartier des Jacobins est aménagé à l'hiver 1790-1791. En revanche les allées permettant de rejoindre Maupertuis et l'hôtel Coudoie existent déjà depuis le règne de Louis XV. De Claircigny jusqu'à Yvré, les terrassements sont rectifiés au printemps 1791. Au même moment, le chemin devient boulevard avant de devenir Avenue de Paris. Une fois l'entrée est de la ville terminée, de nouveaux habitants bourgeois ne tardent pas à s'installer.

### Le faubourg Saint-Germain et Sainte-Croix
Si les périodes révolutionnaires apportent trouble et confusion, l'extension de la ville continue. Surtout, les fermetures et destructions de différents couvents de la ville, notamment les Cordeliers et les Jacobins, non loin de l'avenue de Paris, permettent la création de nouveaux quartiers. Sur l'emplacement du premier, se crée le quartier de l'Étoile, sur le second le quartier des Jacobins. Le second finira par englober indistinctement les deux quartiers. Surtout, sous la Restauration, la bourgeoisie accélère ce mouvement de progression spatiale de la ville en faisant construire de nouvelles demeures privées dans le nouveau quartier Sainte-Croix, autrefois nommé faubourg Saint-Germain. L'avenue de Paris devient le point d'ancrage central du faubourg. La campagne est grignotée petit à petit. La période la plus forte en termes d'extension se situe entre 1830 et 1835, c'est à ce moment que sont bâtis les alignements subsistant toujours aujourd'hui. Surtout, c'est à cette période que les larges trottoirs plantés de peupliers et comportant des contre-allés, sont réalisés. Plus que la ville du Mans, c'est à l'époque le faubourg de Sainte-Croix qui profite pleinement de cette croissance. Ne comptant que 712 habitants en 1826, ils passent à 1837 seulement 5 ans plus tard. On dépasse les 2 000 habitants en 1846. Cela permet au faubourg d'acquérir un certain poids démographique face à la ville centre, d'autant qu'entre les deux, les extensions se poursuivent : les rues de Flore, la rue de la Cavalerie ou la rue Albert-Maignan sont percées. En 1833, c'est la création du micro-quartier de la Fuie. En 1855 et après presque un demi-siècle de débats acharnés, Sainte-Croix finit par être rattaché de force à la ville.

### Structuration de l'avenue
Il faut dire que l'axe est de plus en plus utilisé, non seulement par les basses gens des quartiers bas remontant jusqu'ici depuis les anciens quartiers des Tanneurs, mais aussi et surtout par les bourgeois fraîchement installés et exigeants. C'est ce qu'on nommera plus tard l'âge d'or de l'avenue. En août 1845, des bancs publics sont installés, l'avenue revêt un style parisien que certains érudits manceaux n'hésitent pas à comparer hyperboliquement à la célèbre avenue des Champs-Élysées. L'avenue est pavée mais on installe bientôt un éclairage à gaz jusqu'à l'ancien couvent des Carmélites. Toutes les grandes maisons bourgeoises possèdent jardin et pignon sur rue. De part et d'autre d'une petite cour, une grille de fer forgé et de solides piliers sont des éléments de décor impressionnants. Ces éléments de décor sont encore visibles aujourd'hui. En 1833, une maison construite deux ans plus tôt par un riche propriétaire rentier ancien négociant de vin, est rachetée par la commune de Sainte-Croix pour devenir la nouvelle école publique, servant aussi de mairie. Les bâtiments existent toujours aujourd'hui et abritent l'école primaire Pierre Belon. Ce fut autrefois une belle maison voûtée avec au fond cellier et écurie. André Girard, homme d'affaires et rentier également, dessine un micro quartier : c'est l'actuelle place Langevin, qui portait avant le nom de son créateur. On note par exemple la construction de Jean-Baptiste Vassal, ancien chef d'escadron napoléonien, qui fait construire à l'actuel numéro 52, l'hôtel de ses vieux-jours.

### Un révolution: la famille Bollée

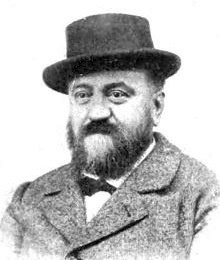
Amédée Bollée père.

Sous le Second Empire, Le Mans subit la poussée du modernisme. L'industrialisation est galopante dans une petite ville qui double le nombre de ses habitants en 20 ans par l'arrivée du rail. Les besoins pour l'industrialisation se portent vers l'acquisition de terrains périphériques, comme ceux de l'avenue de Paris. C'est en 1844 que la première usine est installée à Sainte-Croix par Étienne Mallet, pharmacien de son état. Cette usine fabrique des sels magnésiques et sodiques. Après de multiples transformations et finissant notamment comme entreprise d'eau de javel, le bâtiment est détruit en 1920 pour laisser place à l'institut Notre-Dame de Sion. La deuxième grande installation industrielle (et on retient souvent celle-là en priorité), c'est celle de la famille éponyme. Les Bollée vont modifier le paysage urbain du quartier et de la ville tout entière. C'est en 1842 qu'Ernest-Sylvain Bollée s'installe. On retiendra de ce "premier Bollée" d'illustres inventions, à savoir le béliers hydraulique et l'éolienne. Les Bollée font fortune, les affaires fonctionnent et Bollée père est reconnu par ses pairs. Bollée fils a pour prénom Amédée. Digne fils de son père, il créera en 1873 la première automobile à vapeur: l'Obéissante. Il la mène à Paris et la conduit dans les rues de la capitale. Sa deuxième grande réalisation n'est autre que la Mancelle, première voiture commercialisée "en série" soit à l'époque, à être produite à plusieurs exemplaires et sur commande. Mais ces activités demandent de plus en plus de place, ce qui fait que l'atelier de la rue Saint-Hélène ne suffit plus. Amédée achète donc en 1880, un terrain vierge situé rue de l'Arche. Le bâtiment construit ici ne servira qu'à la construction des Mancelles. Il faut alors le noter, c'est là la première usine automobile au monde.
Puis viennent les nouvelles découvertes. Les frères Bollée (Amédée et Léon, les deux fils d’Amédée père) passent au moteur à explosion et font alors construire l'usine des Sablons. Grâce aux Bollée, l'avenue devient à l'image des grands industriels qui y règnent. Si les rues adjacentes sont peuplées d'ouvriers et d'usines, l'avenue conserve ses demeures luxueuses. De plus, les Bollée veulent investir dans la pierre. Ils choisissent l'avenue pour y bâtir selon leur gré les plus belles demeures d'époque de la ville. Dès 1842, Bollée père fait construire le no 104, une belle demeure de style néo-renaissance possédant un décor tout à fait surprenant, notamment par ses pilastres et les chapiteaux qui les surmontent. Le 102, Ernest le fait bâtir pour son fils Amédée. La façade est clairement repérable avec l'usage de briques émaillées polychromes. L'hôtel Victoria est bâti au numéro 123. Il a aujourd'hui été détruit.

### La question religieuse
L'avenue est marquée à la fin du XIXe siècle par une grande vitalité religieuse incarnée par un homme : Basile Moreau. Juste à côté de l'Avenue de Paris, il crée l'école Notre-Dame de Sainte-Croix en 1835. Il fait bâtir les futurs bâtiments de la caserne Mangin. En 1891, une école des Frères des écoles chrétienne est ouverte au logis dit de Maupertuis. Après la défaite face aux Prussiens en 1870, l'ordre du Sacré-Cœur connait un regain certain. C'est ainsi qu'en 1875, la congrégation se réinstalle au Mans. La propriété du Monthéard est choisie pour accueillir une école de jeunes filles. L'église du nouveau couvent est bénite le 22 juillet 1893. C'est à cet endroit que s'installera le grand-séminaire Saint-Vincent après la loi de 1906 obligeant la séparation entre l'église et l'état.

### Garnisons et aménagements divers
En 1875, la plaine de la mission accueille de nouveaux bâtiments militaires, en même temps que l'hôtel-dieu de Coëffort sert de grange à l'armée. Ces bâtiments servant à accueillir deux régiments d'artillerie sont construits à la jonction entre l'avenue et la rue de la Mariette. L'accès aux casernes doit être simple et rapide. C'est pourquoi on entreprend des travaux de rénovation sur l'avenue. On élargi la voie, les contre-allées sont supprimées et la côte des Carmélites est écrêtée. En 1896, le tramway fait son apparition, celui-ci rejoint l'extrémité de la route de Paris. L'avenue de Paris incarne à la même époque la réussite économique et sociale de la bourgeoisie mancelle. Les années 1900 sont encore le théâtre de constructions massives et audacieuses de la part de riches propriétaires. En 1895, le no 32 est bâti par Joseph janvier, entrepreneur de travaux publics. Sa demeure à la particularité de posséder un bow-window. À l'angle de la rue Renoir, le no 62 est bâti par un joailler du nom de Hardyau. Il crée un corps central de bâtiment auquel sont adjointes deux ailes latérales: l'une sous forme de pavillon et l'autre comme une grande tour circulaire. En voisin, il possède Ernest Mordret, fondateur de la clinique Saint-Côme du Mans. Enfin, en 1906, lorsque Wilbur Wright est l'invité de Léon Bollée, les deux hommes passent le plus clair de leur temps libre sur l'avenue : dans le café de la Butte (face aux anciennes Carmélites) ou dans la riche maison familiale aujourd'hui détruite. En 1913, la ville est en deuil car le dernier grand nom des Bollée décède. En son hommage la ville rebaptise l'avenue Avenue Léon-Bollée.